# Våga sätta fulla segel
Våga sätta fulla segel är en psalm med text skriven 1980 av Jonas Jonson och Per Harling. Harling skrev även musik samma år till psalmen.

## Publicerad i
- Psalmer och Sånger 1987 som nr 482 under rubriken "Kyrkan och nådemedlen - Vittnesbörd - tjänst - mission".[1]